# Банду Ельцина — под суд!
«Банду Ельцина — под суд!» — популярный лозунг политической оппозиции в 1990-е годы в России. Противники президента Бориса Ельцина, выступавшие против проводимого его командой политического и экономического курса, писали этот лозунг на плакатах и скандировали на митингах. В прессе упоминается с 1992 года.
21 июня 1996 года в газете «Московский комсомолец» появилась карикатура художника Алексея Меринова, где Ельцин, оглядываясь на народ, наклеивает на стене Кремля свой указ «Банду Ельцина — под суд!» с подписью «Б. Ельцин». Карикатура вышла после того, как Ельцин отправил в отставку деятелей своего окружения — начальника службы безопасности президента Александра Коржакова, директора ФСБ Михаила Барсукова и первого вице-премьера Олега Сосковца в результате скандала, возникшего в ходе предвыборной кампании («коробка из-под ксерокса»). Публицист Леонид Радзиховский назвал этот рисунок «известной карикатурой».
В 2000-х годах ряд СМИ высоко оценивали саму возможность скандировать этот лозунг во время правления Ельцина, считая сам этот факт проявлением свободы — как писала в 2000 году «Независимая газета», лозунг является «непременным атрибутом всех коммунистических митингов».
Политик Гарри Каспаров называл лозунг «обратной связью». Политолог Владимир Абрамов отмечал, что «почти все 90-е прошли на фоне массовых акций» под этим лозунгом.
Лозунг используется во время шествий КПРФ и других оппозиционных движений в память о погибших защитниках Белого дома октября 1993 года.